# Unione Sportiva Foggia 2005-2006
Questa pagina raccoglie le informazioni riguardanti l'Unione Sportiva Foggia nelle competizioni ufficiali della stagione 2005-2006.

## Stagione
Nella stagione 2005-2006 il Foggia disputa il girone B del campionato di Serie C1, con 40 punti si piazza al13º posto. Per un punto evita i Play-out il Foggia in questa stagione, gioca un campionato sempre in zona bassa, ha raccolto 20 punti sia nel girone di andata ed in quello di ritorno. Sulla panchina dei satanelli si sono alternati tre allenatori, ma almeno si è riusciti a mantenere la categoria. Miglior realizzatore rossonero di stagione l'argentino Lucas Cantoro autore di 11 reti. Nella Coppa Italia di Serie C il Foggia vince il girone G di qualificazione, eliminando la Pro Vasto, il Giulianova, il Melfi ed il Chieti, poi supera il Giugliano nel doppio confronto del secondo turno, ed esce superato dal Napoli nei sedicesimi di finale, subendo due sconfitte.

## Rosa
| N. |                      | Ruolo | Calciatore              |
| -- | -------------------- | ----- | ----------------------- |
|    | Italia (bandiera)    | C     | Giuseppe Agostinone     |
|    | Italia (bandiera)    | C     | Enrico Antonioni        |
|    | Italia (bandiera)    | A     | Emiliano Biliotti       |
|    | Argentina (bandiera) | A     | Samuel Roberto Boccardi |
|    | Argentina (bandiera) | A     | Lucas Cantoro           |
|    | Italia (bandiera)    | D     | Tiziano Carnevali       |
|    | Italia (bandiera)    | C     | Pasquale Catalano       |
|    | Italia (bandiera)    | C     | Rosario Chiarello       |
|    | Italia (bandiera)    | C     | Matías Cuffa            |
|    | Italia (bandiera)    | D     | Salvatore D'Alterio     |
|    | Belgio (bandiera)    | C     | Denis André Dasoul      |
|    | Italia (bandiera)    | D     | Luigi Di Giorgio        |
|    | Italia (bandiera)    | P     | Antonio Efficie         |
|    | Italia (bandiera)    | C     | Fabio Fanelli           |
|    | Italia (bandiera)    | D     | Giammarco Frezza        |
|    | Italia (bandiera)    | C     | Fabio Giordano          |

| N. |                    | Ruolo | Calciatore              |
| -- | ------------------ | ----- | ----------------------- |
|    | Italia (bandiera)  | A     | Roberto Maffucci        |
|    | Brasile (bandiera) | A     | Rafael Rebelo Magalhaes |
|    | Italia (bandiera)  | P     | Vincenzo Marruocco      |
|    | Italia (bandiera)  | C     | Alessandro Moro         |
|    | Francia (bandiera) | C     | David Mounard           |
|    | Italia (bandiera)  | D     | Luca Pagliarulo         |
|    | Italia (bandiera)  | D     | Giampaolo Parisi        |
|    | Italia (bandiera)  | C     | Giuseppe Pisani         |
|    | Italia (bandiera)  | C     | Marcello Quinto         |
|    | Italia (bandiera)  | A     | Cristian Ranalli        |
|    | Italia (bandiera)  | C     | Francesco Scarpa        |
|    | Italia (bandiera)  | A     | Nunzio Scippo           |
|    | Italia (bandiera)  | D     | Gianluca Sgarra         |
|    | Italia (bandiera)  | D     | Pietro Sportillo        |
|    | Italia (bandiera)  | C     | David Stefani           |
|    | Italia (bandiera)  | A     | Marco Zagaria           |

## Risultati

### Campionato

#### Girone di andata
| Arbitro: | Giglioni (Siena) |

|                    |           |  |
| Ambrosi 60’ (rig.) | Marcatori |  |

| Arbitro: | Barletta (Bernalda) |

|  |           |                      |
|  | Marcatori | 6’ Chaib 61’ Morelli |

| Arbitro: | Mannella (Avezzano) |

|                                                   |           |            |
| Lisuzzo 8’ Da Silva 21’ (rig.) Colombaretti 45+2’ | Marcatori | 69’ Scarpa |

| Arbitro: | Iannone (Napoli) |

|             |           |                  |
| Ranalli 53’ | Marcatori | 26’ Mastronunzio |

| Arbitro: | Guerriero (Catanzaro) |

|                               |           |  |
| Mounard 15’ Scarpa 48’ (rig.) | Marcatori |  |

| Arbitro: | Valeri (Roma) |

|                            |           |             |
| Dipasquale 68’ Arcadio 73’ | Marcatori | 90’ A. Moro |

| Arbitro: | Baratta (Salerno) |

|             |           |                      |
| Mounard 75’ | Marcatori | 17’ (aut.) Sportillo |

| Pistoia 16 ottobre 2005 8ª giornata | Pistoiese       | 0 – 0 | Foggia | Stadio Comunale\| Arbitro: \| Lena (Ciampino) \| |
| Arbitro:                            | Lena (Ciampino) |       |        |                                                  |

| Arbitro: | Palazzino (Ciampino) |

|          |           |             |
| Cini 21’ | Marcatori | 19’ Mounard |

| Foggia 6 novembre 2005 10ª giornata | Foggia      | 0 – 0 | Manfredonia | Stadio Pino Zaccheria\| Arbitro: \| Celi (Bari) \| |
| Arbitro:                            | Celi (Bari) |       |             |                                                    |

| Arbitro: | Barbirati (Ferrara) |

|                |           |  |
| Levacovich 44’ | Marcatori |  |

| Arbitro: | Vuoto (Livorno) |

|             |           |           |
| A. Moro 29’ | Marcatori | 63’ Nieto |

| Arbitro: | Tommasi (Bassano del Grappa) |

|                     |           |                  |
| Fontana 12’ Pià 33’ | Marcatori | 10’, 15’ Cantoro |

| Arbitro: | Gervasoni (Mantova) |

|                    |           |  |
| Cantoro 68’ (rig.) | Marcatori |  |

| Arbitro: | Bo (Genova) |

|  |           |                    |
|  | Marcatori | 52’ (rig.) Cantoro |

| Arbitro: | Calvarese (Teramo) |

|                             |           |  |
| Cantoro 4’, 38’ A. Moro 19’ | Marcatori |  |

| Arbitro: | Buonocore (Nichelino) |

|            |           |               |
| Evacuo 88’ | Marcatori | 78’ D'Alterio |

#### Girone di ritorno
| Arbitro: | Mannella (Avezzano) |

|             |           |  |
| Stefani 10’ | Marcatori |  |

| Arbitro: | Guerriero (Catanzaro) |

|           |           |             |
| Sarno 58’ | Marcatori | 51’ Cantoro |

| Arbitro: | Zanzi (Lugo di Romagna) |

|             |           |               |
| Mounard 21’ | Marcatori | 54’ Silvestri |

| Arbitro: | Giglioni (Siena) |

|                  |           |             |
| Mastronunzio 11’ | Marcatori | 44’ Ranalli |

| Arbitro: | Calvarese (Teramo) |

|             |           |  |
| Galuppo 58’ | Marcatori |  |

| Arbitro: | Vuoto (Livorno) |

|                            |           |  |
| Giordano 66’ Cantoro 90+3’ | Marcatori |  |

| Grosseto 24 febbraio 2006 24ª giornata | Grosseto             | 0 – 0 | Foggia | Stadio Carlo Zecchini\| Arbitro: \| Zanardo (Conegliano) \| |
| Arbitro:                               | Zanardo (Conegliano) |       |        |                                                             |

| Arbitro: | Zega (Fermo) |

|              |           |                               |
| Giordano 76’ | Marcatori | 19’, 39’, 60’ (rig.) Di Nardo |

| Arbitro: | Candussio (Cervignano del Friuli) |

|                                    |           |                       |
| Mounard 32’ Cantoro 62’ Frezza 78’ | Marcatori | 8’ Leone 90+1’ Correa |

| Arbitro: | Orsato (Schio) |

|                           |           |  |
| Vadacca 10’ Trinchera 51’ | Marcatori |  |

| Arbitro: | Giancola (Vasto) |

|             |           |                |
| Cantoro 78’ | Marcatori | 19’ S. Carboni |

| Acireale 2 aprile 2006 29ª giornata | Acireale            | 0 – 0 | Foggia | Stadio Tupparello\| Arbitro: \| Mannella (Avezzano) \| |
| Arbitro:                            | Mannella (Avezzano) |       |        |                                                        |

| Arbitro: | Zanzi (Lugo di Romagna) |

|            |           |            |
| Frezza 51’ | Marcatori | 69’ Calaiò |

| Arbitro: | Scoditti (Bologna) |

|                  |           |  |
| F. Di Gennaro 7’ | Marcatori |  |

| Arbitro: | Pinzani (Empoli) |

|                                      |           |  |
| Pisani 20’ Cantoro 75’ Antonioni 80’ | Marcatori |  |

| Arbitro: | Gallione (Alessandria) |

|               |           |  |
| Dobrijevic 1’ | Marcatori |  |

| Arbitro: | Orsato (Schio) |

|            |           |            |
| Frezza 42’ | Marcatori | 15’ Evacuo |

### Coppa Italia di Serie C
| Arbitro: | Scoditti (Bologna) |

|              |           |                        |
| Schiavon 54’ | Marcatori | 14’ Scippo 59’ A. Moro |

| 21 agosto 2005 2ª giornata |  | – Turno di riposo Foggia |  |  |

| Foggia 24 agosto 2005 3ª giornata | Foggia           | 0 – 0 | Chieti | Stadio Pino Zaccheria\| Arbitro: \| Iannone (Napoli) \| |
| Arbitro:                          | Iannone (Napoli) |       |        |                                                         |

| Arbitro: | Celi (Bari) |

|             |           |             |
| Cazzola 61’ | Marcatori | 53’ Mounard |

| Arbitro: | Pagano (Torre Annunziata) |

|                                                                     |           |  |
| Sportillo 36’ Mounard 43’ Maffucci 62’ Ciminà 68’ (aut.) Scippo 88’ | Marcatori |  |

| Arbitro: | Prato (Lecce) |

|                  |           |  |
| Zagaria 73’, 83’ | Marcatori |  |

| Arbitro: | Manna (Isernia) |

|                                |           |              |
| Chigou 32’, 66’ Piemontese 60’ | Marcatori | 83’ Maffucci |

| Arbitro: | Pinzani (Empoli) |

|                            |           |            |
| Grieco 19’, 21’ Vitale 57’ | Marcatori | 62’ Frezza |

| Arbitro: | Valeri (Roma) |

|  |           |              |
|  | Marcatori | 37’, 39’ Pià |